# P-notes
Les P-notes (de l'anglais « Participatory notes ») sont des instruments financiers utilisés par les investisseurs ou par les Hedge funds n'étant pas enregistrés au Security Exchange Board of India  (conseil de la bourse Indien) pour leur permettre d'investir dans des instruments Indiens.
Les brokers indiens achètent en réalité des instruments basés en Inde et émettent des P-notes à l'attention des investisseurs étrangers. Tous les dividendes étant générés par les instruments sous-jacents sont reversés aux investisseurs.
Le gouvernement Indien n'est pas spécialement favorable au P-notes car il ne peut pas savoir qui détient ces instruments. Il a donc peur qu'au travers de ces P-notes, les hedges funds créent de la volatilité sur le marché Indien.